# Великолукское сражение (1941)
Великолукское сражение — наступление вермахта на северном фланге центрального участка советско-германского фронта, проводившееся с 22 августа по 7 сентября 1941 года.
Завершилось поражением советских войск: немецкие войска заняли Великие Луки (25 августа) и Торопец (29 августа) и сорвали планируемое наступление советских войск 22-й и 29-й армий на северном фланге Западного фронта.

## Предшествующие события
В начале Смоленского сражения советская 22-я армия после многодневных оборонительных боёв под натиском превосходящего противника 16 июля оставила Полоцк, в последующие дни армии удалось избежать полного окружения под Невелем и вывести основные части из-под удара, а 21 июля 22-я армия даже сумела выбить немецкие войска из Великих Лук.
22 июля начальник германского Генерального штаба генерал-полковник Ф. Гальдер сделал запись в своём дневнике касательно северного фланга группы армий «Центр»:

«После того как нашим войскам не удалось окружить противника в районе Невеля и пришлось оставить Великие Луки, шансы на крупный успех операции, которая привела бы к подавляющему превосходству на нашей стороне, значительно уменьшились…»
Предпринятая 2 августа частная операция вермахта в направлении Великих Лук силами 50-го армейского корпуса (251-я и 253-я пехотные дивизии), не увенчалась успехом.
После этого, с целью ликвидации возникшей угрозы своему северному флангу, немецкое командование разработало новый план разгрома советских войск в районе Великих Лук.

## Силы сторон

### Вермахт
К августу 1941 года на северный фланг группы армий «Центр» перебросили штаб ХХХХ моторизованного корпуса генерала танковых войск Г. Штумме, на основе которого сформировали «группу Штумме».
К наступлению в районе Великих Лук привлекли 23-й армейский корпус и 57-й мотокорпус, всего 7 пехотных (251-я, 253-я, 86-я, 206-я, 110-я, 102-я и 256-я) и 2 танковые (19-я и 20-я) дивизии.

### РККА
В полосе наступления группы Штумме располагалась советская 22-я армия (командующий генерал-лейтенант Ф. А. Ершаков, начштаба с 17.08.41 — генерал-майор Б. А. Пигаревич): 51-й, 29-й и 62-й стрелковые корпуса, всего 1 танковая (48-я) и 7 стрелковых дивизий (214-я, 126-я, 179-я, 170-я, 186-я, 174-я и 98-я).
Средства усиления включали 390 гап, 56 кап, 615 кап, 360 гап РГК, 697 ап ПТО, а также 137 озад.
Всего 22-я армия по состоянию на 20 августа 1941 года насчитывала 71 613 человек.
Накануне немецкого наступления, 21 августа, советская 22-я армия перешла в наступление в поддержку оперативных групп в очередной Смоленской наступательной операции. Это плохо сказалось на её способности держать оборону.

## Ход боевых действий
22 августа началось наступление оперативной группы Г. Штумме. С фронта советскую 22-ю армию сковали три дивизии немецкого 23-го армейского корпуса, а основной удар нанесли две немецкие танковые дивизии, 19-я и 20-я. К ночи 24 августа окружение основных сил 22-й армии в районе Великих Лук было завершено, связь командования со штабом армии была потеряна. Согласно справке командования 22-й армии о боевых действиях, оно потеряло управление войсками 25 августа и вышло из окружения только 5 сентября.
Современный историк Д. Гланц пишет: «К 28 августа правый фланг Западного фронта был, по сути, разгромлен, и немецкие войска энергично продвигались в восточном направлении…»
Г. Штумме сообщал, что к этому времени в плен попало 34 тыс. советских солдат и офицеров, захвачено 300 орудий (в ходе боёв эти цифры только возрастали; вскоре появилась цифра 400 орудий).
Вечером 26 августа в район боёв прибыл генерал-лейтенант Г. К. Маландин. Он доложил в штаб Западного фронта катастрофичную ситуацию. Руководство войсками 22-й армии временно поручено командованию 29-й армии, а 28 августа новым командующим 22-й армии назначен генерал-майор В. А. Юшкевич, сюда же направили И. В. Болдина с группой оперативных работников.
Советское командование планировало к исходу 29 августа усилить 22-ю армию кавдивизией из резерва Главного командования, 134-й сд и 107-й тд — из состава 30-й армии и 57-м мотополком. Но эти планы остались на бумаге — на документе об усилении 22-й армии есть резолюция нового начальника штаба Западного фронта генерал-лейтенанта В. Д. Соколовского: «Указания Главкома [С. К. Тимошенко]: Усиления 22 армии не производить, задача: оборона, усиленные действия ПО. Переправочные средства дать 20 армии, тоже 29 армии».
27 августа группа Штумме возобновила наступление, 29 августа захватила Торопец и продолжила наступление на Андреаполь (достигла его к утру 2 сентября). Возникла угроза выхода противника в тыл советской 29-й армии. В район Старой Торопы переброшена 246-я стрелковая дивизия и 2 мотополка (сводный отряд полковника Н. М. Антосенко) из состава 29-й армии, в район Андреаполя — 133-я стрелковая дивизия.
Формально группа Штумме завершила наступление 7 сентября. Активные боевые действия на северном фланга центрального участка советско-германского фронта прекратились вплоть до начала наступления на Москву (2 октября 1941 года).

## Последствия
В Великолукской операции вермахт нанес тяжёлое поражение советской 22-й армии и отвлёк от выполнения наступательных задач 29-ю армию, то есть сорвал наступление двух из пяти оперативных групп советского Западного фронта. Кроме того, маршал С. К. Тимошенко вынужден был задействовать резервы, которые в противном случае усилили бы его новое большое наступление, начатое 1 сентября на Смоленском направлении силами Западного, Резервного и Брянского фронтов.
По окончании наступления группа Штумме была расформирована. В октябре 1941 года 57-й мотокорпус вместе с 40-м мотокорпусом участвовал в наступлении на Москву.
Генерал-лейтенант Ф. А. Ершаков после выхода из окружения был назначен командующим 20-й армией в центре обороны Западного фронта.

### Репрессии командного состава
В ночь на 30 августа И. В. Сталину докладывали: командиры 48-й стрелковой (срочно переформированной из танковой из-за отсутствия танков) и 186-й стрелковой дивизий преданы суду военного трибунала (командир 48-й сд полковник Д. Я. Яковлев был расстрелян 6 сентября, реабилитирован в 1958 году; командир 186-й сд генерал-майор Н. И. Бирюков был тяжело ранен 12 сентября и избежал расстрела).
В сентябре 1941 года был арестован также командир 214-й стрелковой дивизии генерал-майор А. Н. Розанов; в апреле 1942 года он был оправдан «за отсутствием в его действиях состава преступления».